# Alberto Castoldi
Alberto Castoldi (Cagliari, 25 dicembre 1848 – Roma, 26 maggio 1922) è stato un ingegnere e politico italiano.

## Biografia
Figlio del sassarese Antonio Castoldi Solinas e della cagliaritana Maria Rita De Gioannis Gianquinto, Alberto Castoldi nacque a Cagliari (nella contrada di Sant'Eulalia) a metà del XIX secolo. Nipote del professore e giurista Giovanni De Gioannis Gianquinto e del professore Canonico Alberto De Gioannis Gianquinto (fratelli della madre), rimase orfano di padre a soli 7 anni (il padre morì nell'estate del 1855 durante l'epidemia di colera che colpì impietosa la città di Sassari).
Entrò in collegio prima a Cagliari e poi a Sassari grazie al sostegno assegnatogli dagli enti pubblici della Sardegna per essere un allievo degno di sostegno. Fu lo stesso zio Alberto che, vedendo gli ottimi risultati conseguiti al liceo di Sassari, gli procurò una borsa di studio all'Università di Pavia dove, nel 1871, si laureò in "matematiche pure" con il massimo dei voti. La famiglia del padre, sassarese, era legata d'amicizia alla famiglia dell'imprenditore minerario Giovanni Antonio Sanna, proprietario delle Miniere di Montevecchio. Fu grazie a questo legame e alla sua eccellenza accademica che gli fu offerta una borsa di studio all'istituto di ingegneria mineraria di Freiberg (Technische Universität Bergakademie Freiberg). Partì dunque alla volta della Germania nell'estate del 1871 per conseguire cum laude tre anni dopo la laurea d'ingegnere minerario.
Il suo rientro in Italia coincise con la morte di Giovanni Antonio Sanna, che già lo aveva scelto e designato come marito della sua quarta e ultima figlia Zelí. Il Sanna morì nel febbraio del 1875 ed Alberto sposerà Zelí nel giugno dello stesso anno.  Dalla loro unione nasceranno Enedina Castoldi (1876) e Giovanni Antonio Castoldi (1886): Enedina andrà sposa all'ingegnere Sollmann Bertolio (di Casale Monferrato) mentre Giovanni Antonio sposerà Estella Macchi di Cellere a Roma nell'Ottobre del 1922.
Alberto Castoldi entrò in Parlamento nel 1880 e ci restò fino al 1913: fu deputato per ben nove legislature.

## La miniera di Montevecchio

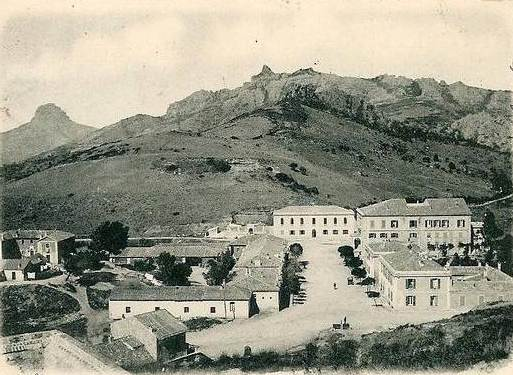
Montevecchio -villaggio di Genna Serapis ca 1900

L'ingegnere Castoldi divenne Direttore Generale delle Miniere di Montevecchio nel febbraio 1877, con responsabilità tecniche e amministrative e con l'obbligo di risiedere a Montevecchio (per almeno otto mesi all'anno). Con lui si iniziarono una serie di lavori che diedero grande impulso al villaggio di Genna Serapis (oggi Montevecchio): si completò la costruzione della strada ferrata che collegava Montevecchio a San Gavino Monreale, si costruì il Palazzo della Direzione (che sarà anche la dimora della famiglia Castoldi-Sanna per trent'anni), nel 1877 si costruì l'ospedale, nel 1878 entrò in funzione la laveria Generale Alberto La Marmora, nel 1886 si acquistarono per 200 000 lire le concessioni di Sciria e Piccalina, nel 1892 iniziò la produzione di blenda, ecc. L'ingegnere Castoldi restò in carica fino al 1904: lasciò dietro di sé una lunga storia di successi e di importanti record di produzione.
Le competenze tecniche dell'ingegnere Castoldi, la sua profonda conoscenza dell'arte mineraria e le sue capacità di gestione erano notevoli. Grazie ai grandi sviluppi da lui voluti, la miniera che arrivò a contare anche più di 1 000 operai, era diventata la più grande del Regno d'Italia. Dopo il suo volontario e meritato ritiro, la direzione passò a suo genero, l'ingegnere Sollmann Bertolio, ingegnere minerario nonché professore. La miniera raggiunse l'apice dello sviluppo a cavallo della prima guerra mondiale. Nel 1933 fu ceduta alla Montecatini; restò comunque in attività fino al 1991.
Come componente fondamentale del Parco Geominerario Storico ed Ambientale della Sardegna nel 1998 il sito è stato riconosciuto dall'UNESCO "Patrimonio culturale dell'Umanità", il primo Parco Geo-minerario, Storico ed Ambientale al mondo.

## Opere
- Discorso pronunciato alla Camera dei deputati, Roma, 1880.